# Žirje
Žirje so naselje v Občini Sežana.